# Cantonul Palluau
Cantonul Palluau este un canton din arondismentul Les Sables-d'Olonne, departamentul Vendée, regiunea Pays de la Loire, Franța.

## Comune
- Apremont
- La Chapelle-Palluau
- Falleron
- Grand'Landes
- Maché
- Palluau (reședință)
- Saint-Christophe-du-Ligneron
- Saint-Étienne-du-Bois
- Saint-Paul-Mont-Penit